# Isole Lofoten
Le isole Lofoten (pronuncia in norvegese: [ˈlùːfuːtn̩]), in italiano anche Lofoti (AFI: /loˈfɔti/), sono un arcipelago della Norvegia che si estende a nord-ovest tra le contee di Nordland e Troms. Hanno una superficie complessiva di 1227 km² e contano oltre 24000 abitanti.

## Etimologia
Lofoten (in lingua norrena: Lófót) significa "piede di lince" ed è pertanto un nome singolare. È composto da ló ("lince") e fótr ("piede"). In origine, il toponimo Lófót era assegnato all'isola Vestvågøya.

## Geografia e clima
Le Lofoten sono divise in aree paragonabili a comuni: Vågan, Vestvågøy, Flakstad, Moskenes, Værøy e Røst, situate nelle isole più grandi (Austvågøy, Gimsøya, Vestvågøy, Flakstadøya, Moskenesøya). Costituiscono uno dei distretti tradizionali della Norvegia. Le città più popolate sono Leknes e Svolvær.
Il territorio è caratterizzato da montagne. La cima più alta è l'Higravstinden, 1161 m s.l.m., le cui lisce pareti cadono sul mare quasi verticalmente e attraggono molti turisti per la loro particolare bellezza.
La costruzione della E10 e di una serie di tunnel e ponti stradali ha permesso di congiungere direttamente tutte le principali isole dell'arcipelago, rendendole più accessibili anche agli autoveicoli.
Le Lofoten si trovano a circa 200 km a nord del circolo polare artico. Nonostante ciò, il clima è caratterizzato da temperature piuttosto miti, soprattutto grazie alla corrente del Golfo. La temperatura minima registrata nel 2009 è stata di −13,1 °C (il 7 febbraio), la massima di 26,6 °C (il 3 agosto). Le più basse medie mensili del 2009 sono state registrate a dicembre (−0,8 °C) e febbraio (−2 °C).
Data la latitudine, le Lofoten sono interessate dal fenomeno del sole di mezzanotte e considerate un ottimo punto di osservazione delle aurore boreali.

## Geologia
Dal punto di vista geologico, le Lofoten sono un horst, cioè un rialzamento tettonico del substrato. Le rocce dell'arcipelago appartengono alla vasta Western Gneiss Region della Norvegia. La forma di alcuni altorilievi e l'irregolarità delle superfici delle isole sono stati attribuiti agli effetti erosivi avvenuti nel corso del Mesozoico, come evidenziato dalla caolinite trovata in alcuni luoghi.
A nord-ovest l'arcipelago è delimitato da una faglia che si sviluppa nel senso nord-est/sud-ovest. È una faglia diretta, la cui scarpata è stata erosa per formare le strandflat, le protuberanze rocciose che tendono ad appiattirsi con l'entrata nel mare.

## Storia
Svolvær è la città più antica del circolo polare artico. Anche se la sua struttura centrale nasce all'epoca dei Vichinghi, si trovano reperti archeologici risalenti a molto prima, circa al 3000-4000 a.C. Sono state rinvenute tracce di attività agricola dell'età del ferro e resti di insediamenti umani databili al 250 a.C.
Il primo insediamento storicamente noto nella Norvegia settentrionale è il villaggio di Vågan (in lingua norrena: Vágar), che esisteva già all'epoca dei Vichinghi ed era situato sulla costa meridionale delle Lofoten orientali, vicino all'odierno villaggio di Kabelvåg, nel comune di Vågan. Il Museo vichingo delle Lofoten, dove si può ammirare la ricostruzione di una casa lunga (83 m, la più lunga conosciuta), è situato a Borg sull'isola Vestvågøy. Accoglie ritrovamenti e oggetti risalenti all'età del ferro e ai Vichinghi.
Nel 1432, spinto da una tempesta, vi giunse il veneziano Pietro Querini (l'avvenimento è commemorato da un monumento), il quale riportò nel continente notizie sulla fauna e la flora dell'arcipelago, oltre che sulla pratica locale dell'essiccazione del merluzzo (stoccafisso), che avrebbe poi avuto grande fortuna in Italia, in particolare nelle aree venete da cui proveniva Querini: la maggior parte dello stoccafisso prodotto nelle isole Lofoten viene infatti esportato proprio in Italia. Agli inizi del 1900 si tentò di introdurre sull'isola una piccola popolazione di pinguini reali, ma il tentativo fallì e i pinguini scomparvero, probabilmente uccisi dalle popolazioni locali.

## Economia
Il turismo è molto sviluppato: in inverno le condizioni meteorologiche non permettono una visita accurata, ma è comunque possibile sciare e ammirare l'aurora boreale; in estate si può assistere al fenomeno del sole di mezzanotte.
Sono state sviluppate significative attività museali (il grande museo vichingo di Borg, il museo di storia militare e l'esposizione di sculture di ghiaccio di Svolvær), attività escursionistiche marittime e terrestri, un'intensa attività di scalate montane, attività sportiva per le quali le montagne delle isole (il "Lofoten Wall") sono celebri.
La popolazione comunque vive soprattutto ancora di pesca del merluzzo, che tra l'altro è anche il principale alimento locale. Il merluzzo viene essiccato all'aria sulle isole Lofoten (N), trasformandolo nel famoso stoccafisso. Lo stoccafisso generalmente viene sottoposto a leggera salatura, per rendere più rapida l'essiccazione all'aria. L'essiccazione dura da qualche settimana a più mesi. Il baccalà viene invece salato ancora fresco in un processo di salatura in più fasi. Sull'isola di Å c'è anche un museo dedicato allo stoccafisso. Il merluzzo pescato nell'arcipelago è considerato uno dei migliori della Norvegia; l'Italia importa circa l'80% dei merluzzi pescati nelle isole Lofoten e circa il 40% di quelli pescati in tutta la Norvegia.
Il comune di Røst, sito su una piccola isola nella parte sud dell'arcipelago, dal 2001 è gemellato con il comune italiano di Sandrigo (VI), con cui intrattiene rapporti non solo diplomatici ma anche culinari: lo stoccafisso delle Lofoten viene importato nel centro vicentino, nel quale è stata fondata una "Venerabile Confraternita del bacalà alla vicentina" (della quale è stato "priore" lo scrittore Virgilio Scapin) e dove si organizza una "Festa del baccalà", durante la quale viene proposto uno dei piatti più tipici della cucina locale, il baccalà alla vicentina.

## Galleria d'immagini

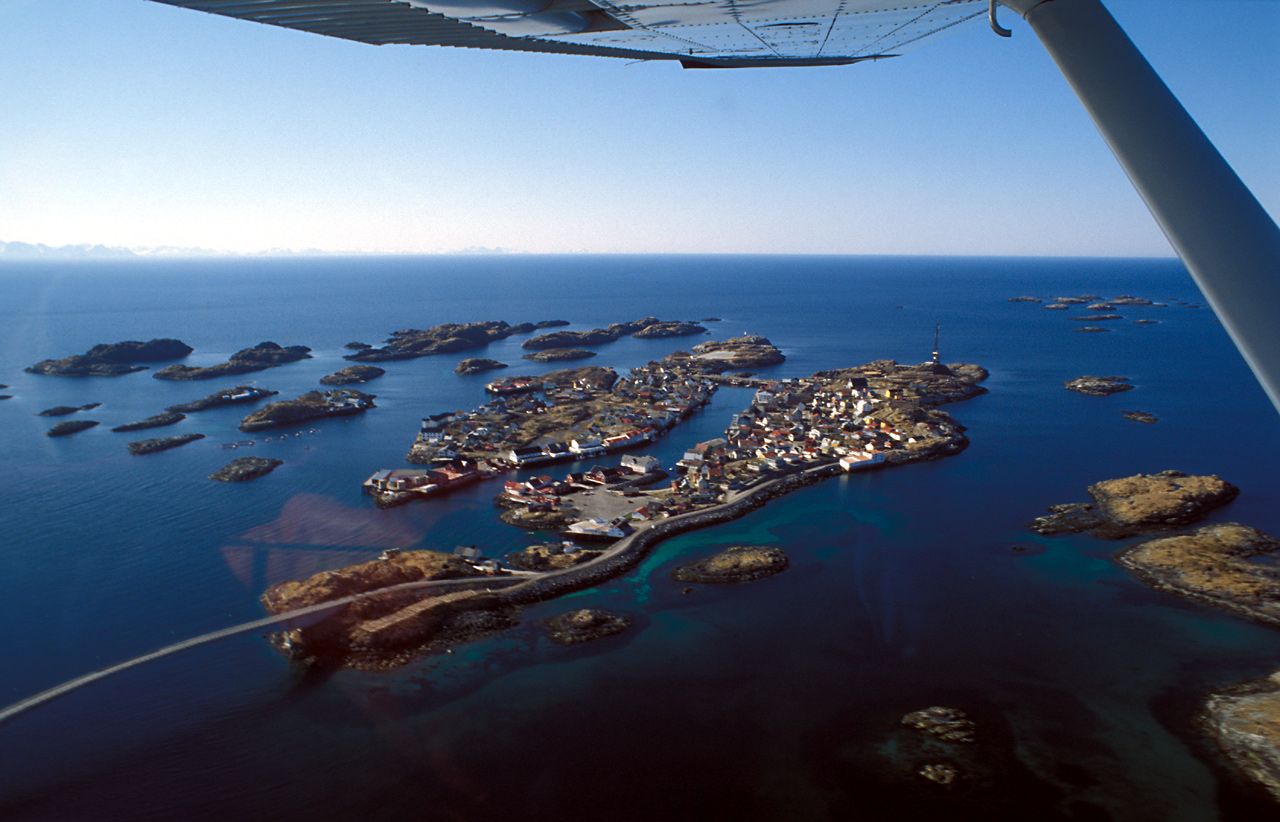
essiccazione del merluzzoLa città di Henningsvær vista dall'alto
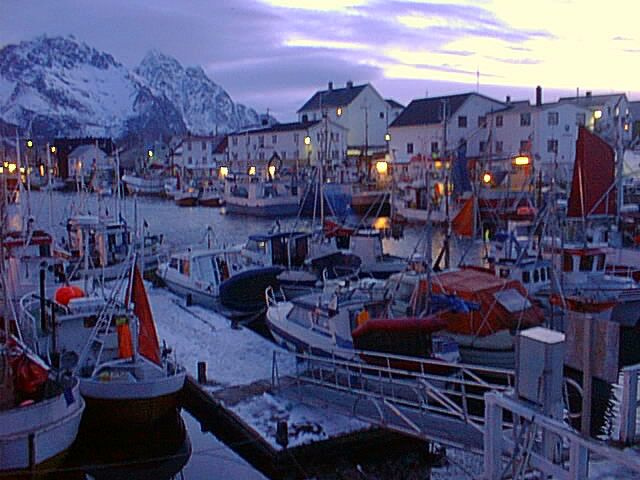
Interno di Henningsvær
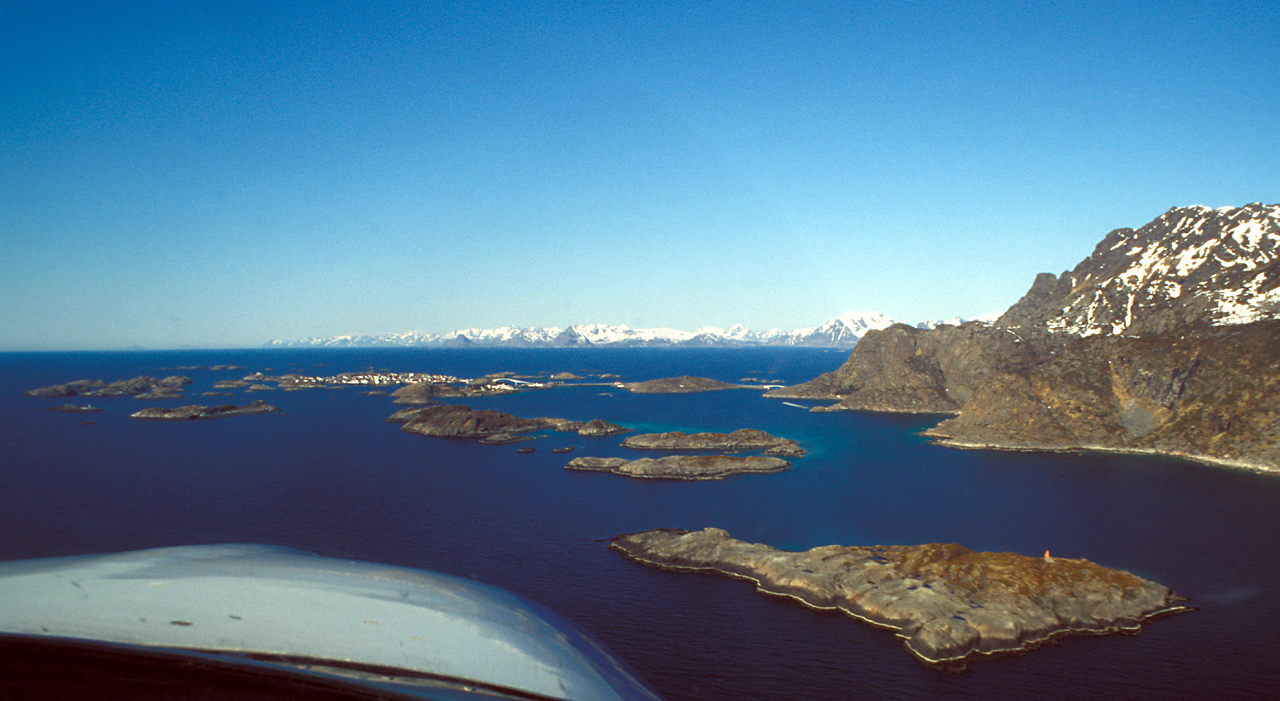
Spiaggia delle Lofoten
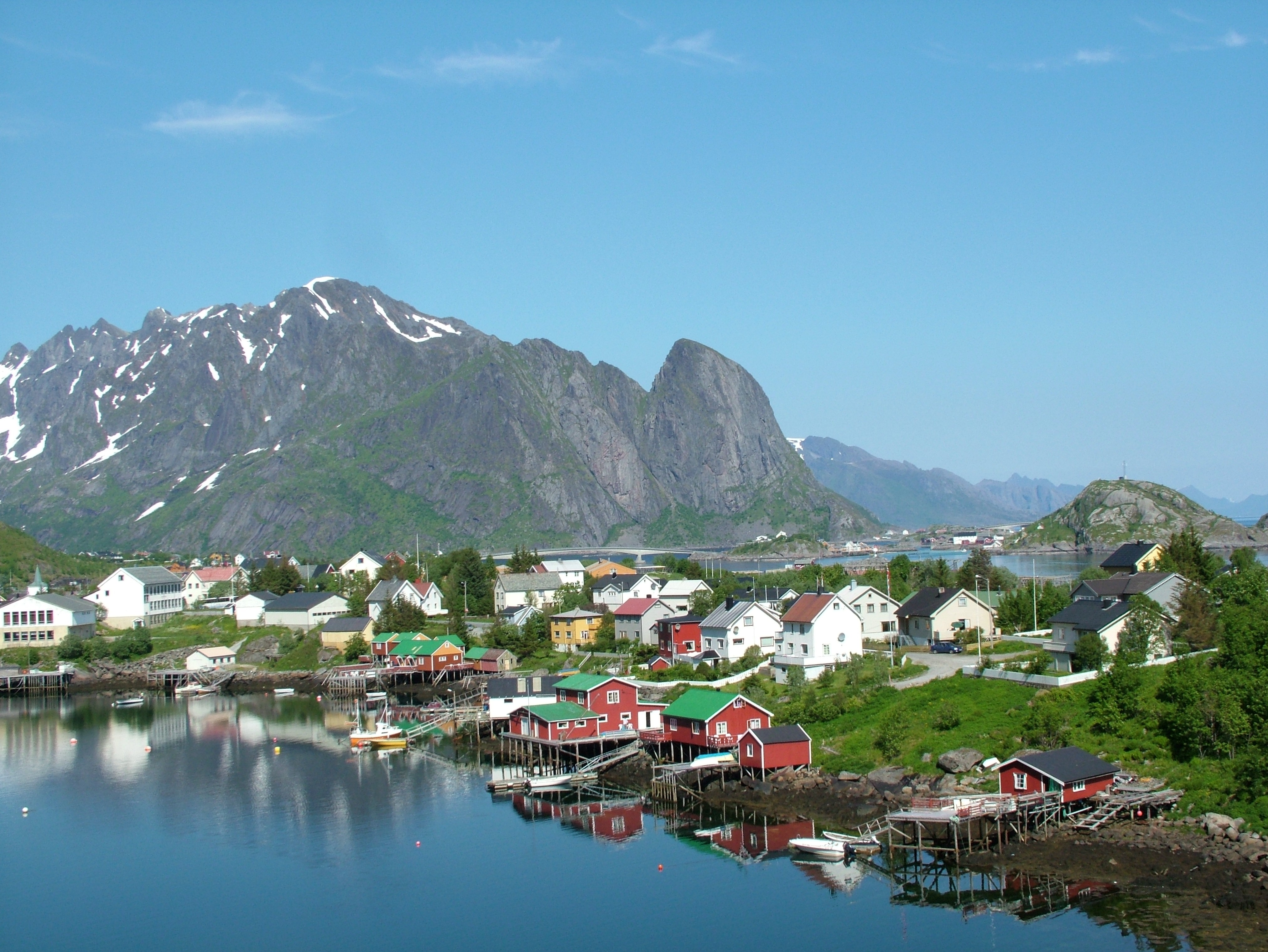
Reine e Moskenes
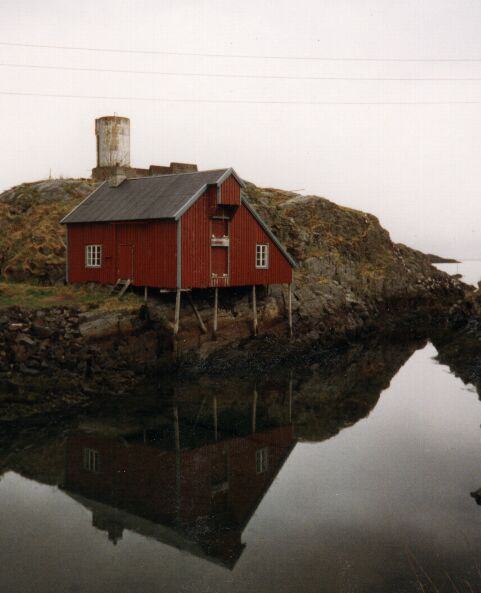
Å i Lofoten
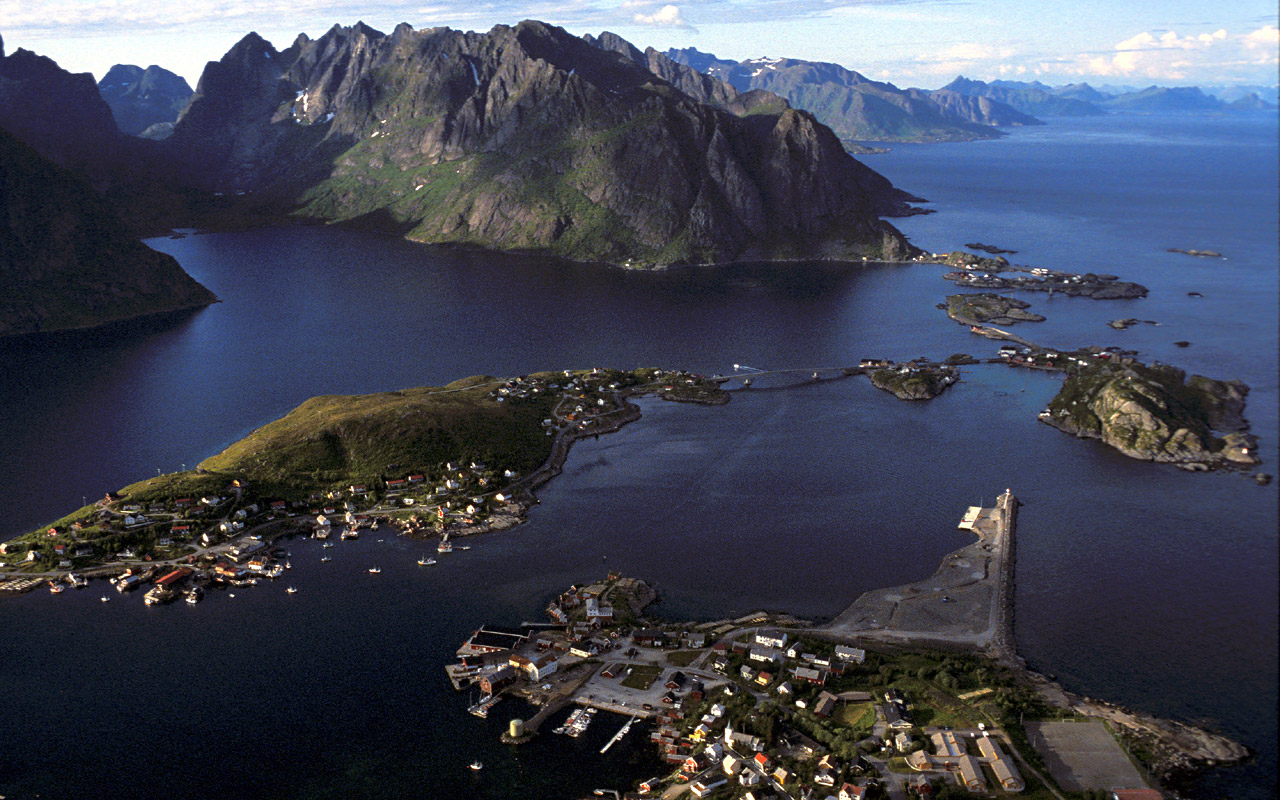
Reine
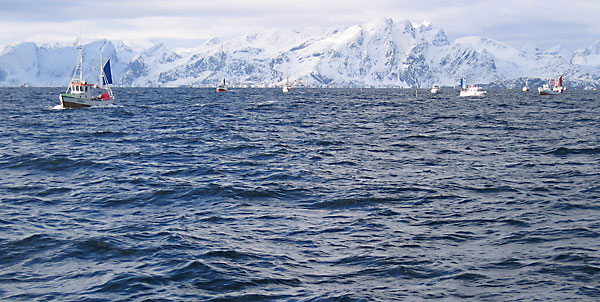
Flakstadøy (marzo 2005)
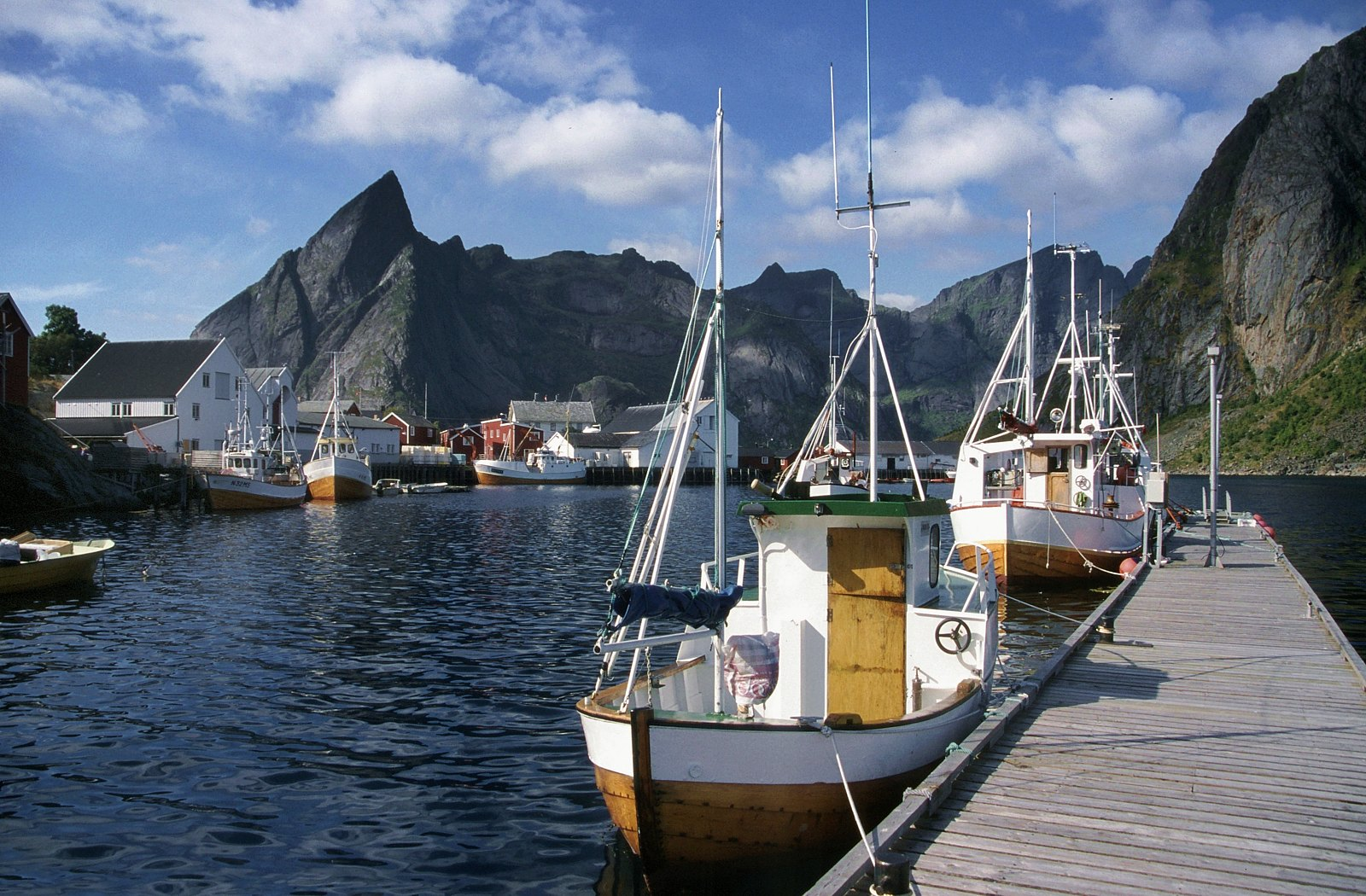
Hamnøy
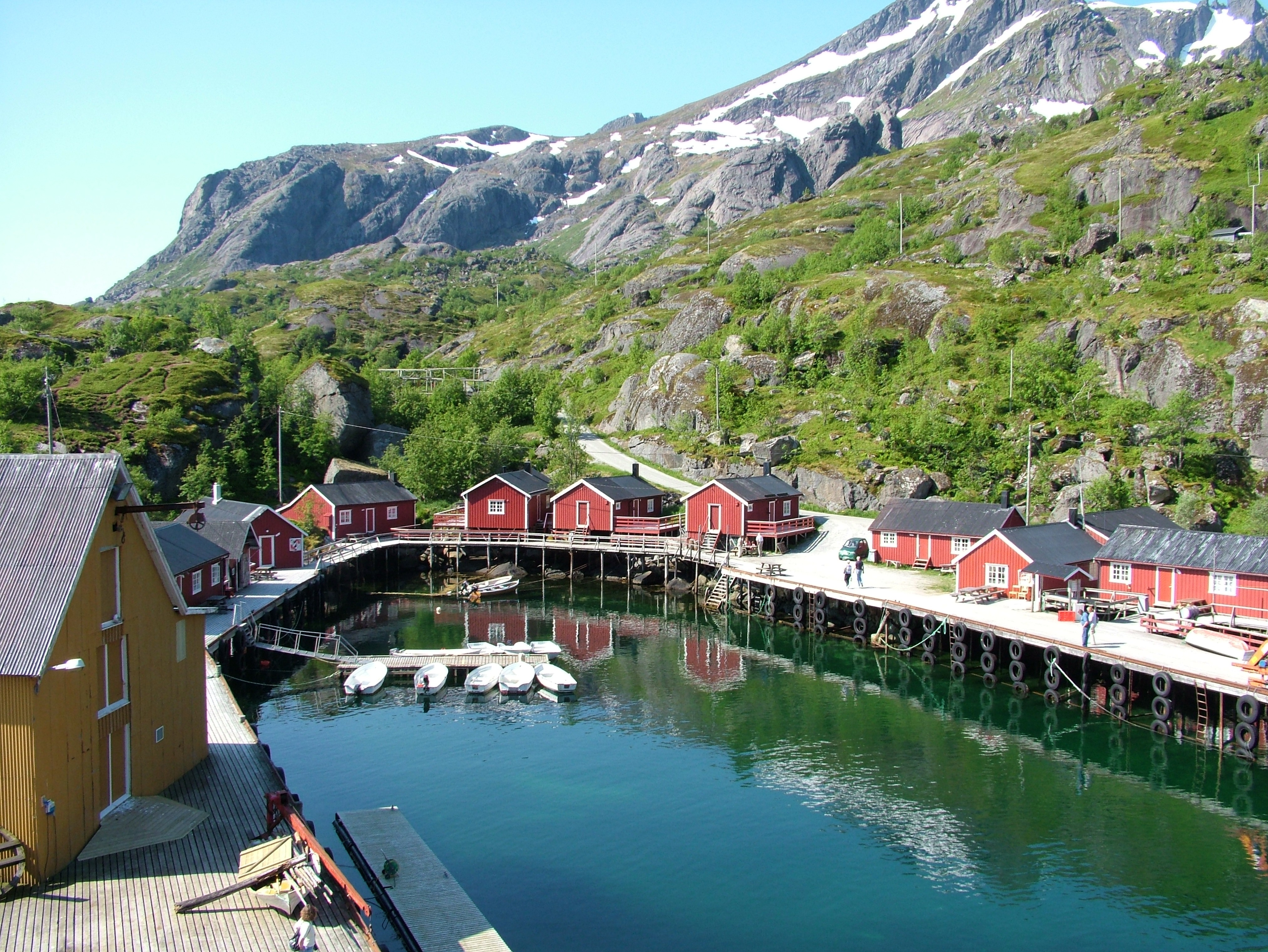
Nusfjord
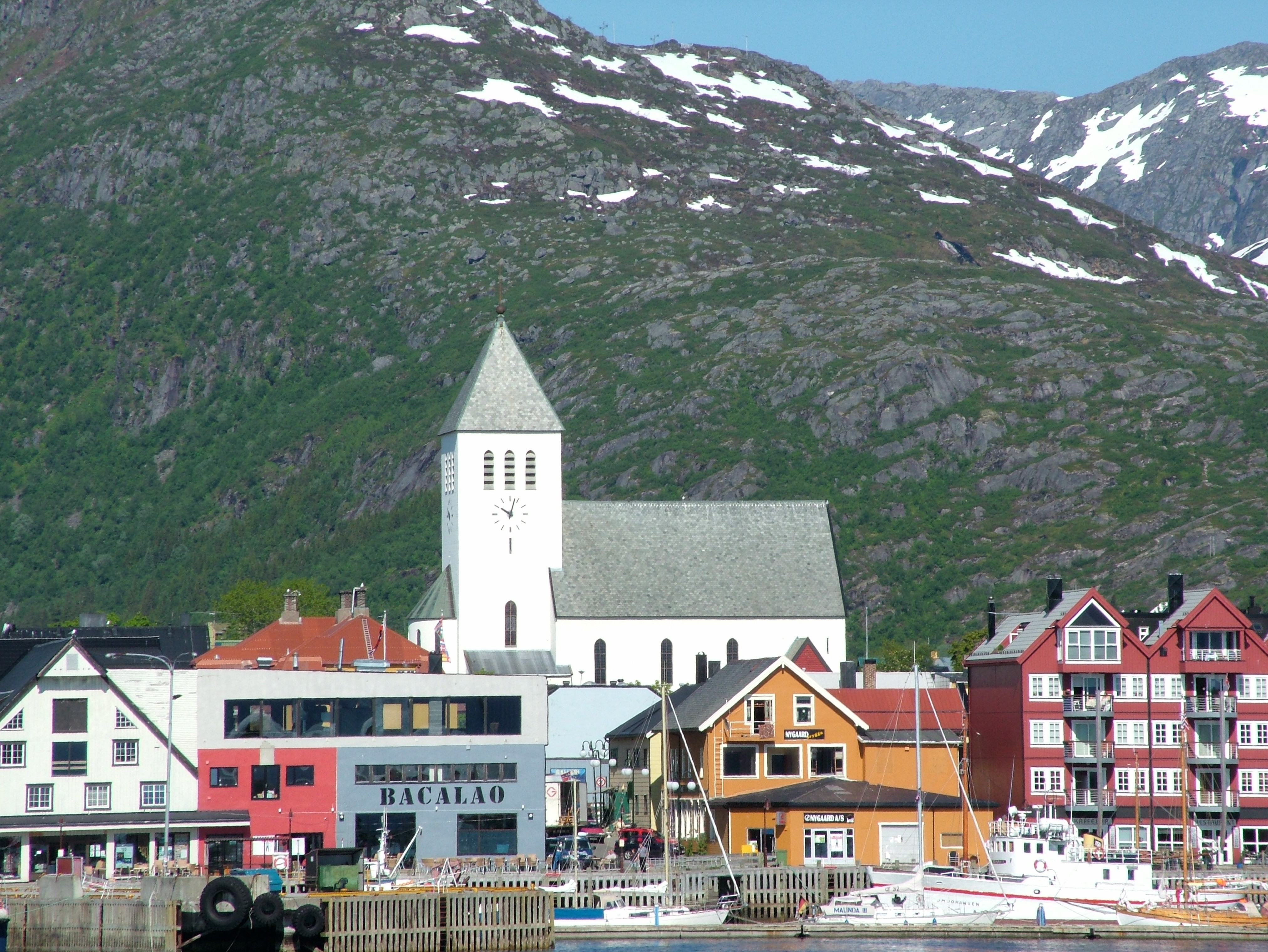
Svolvær
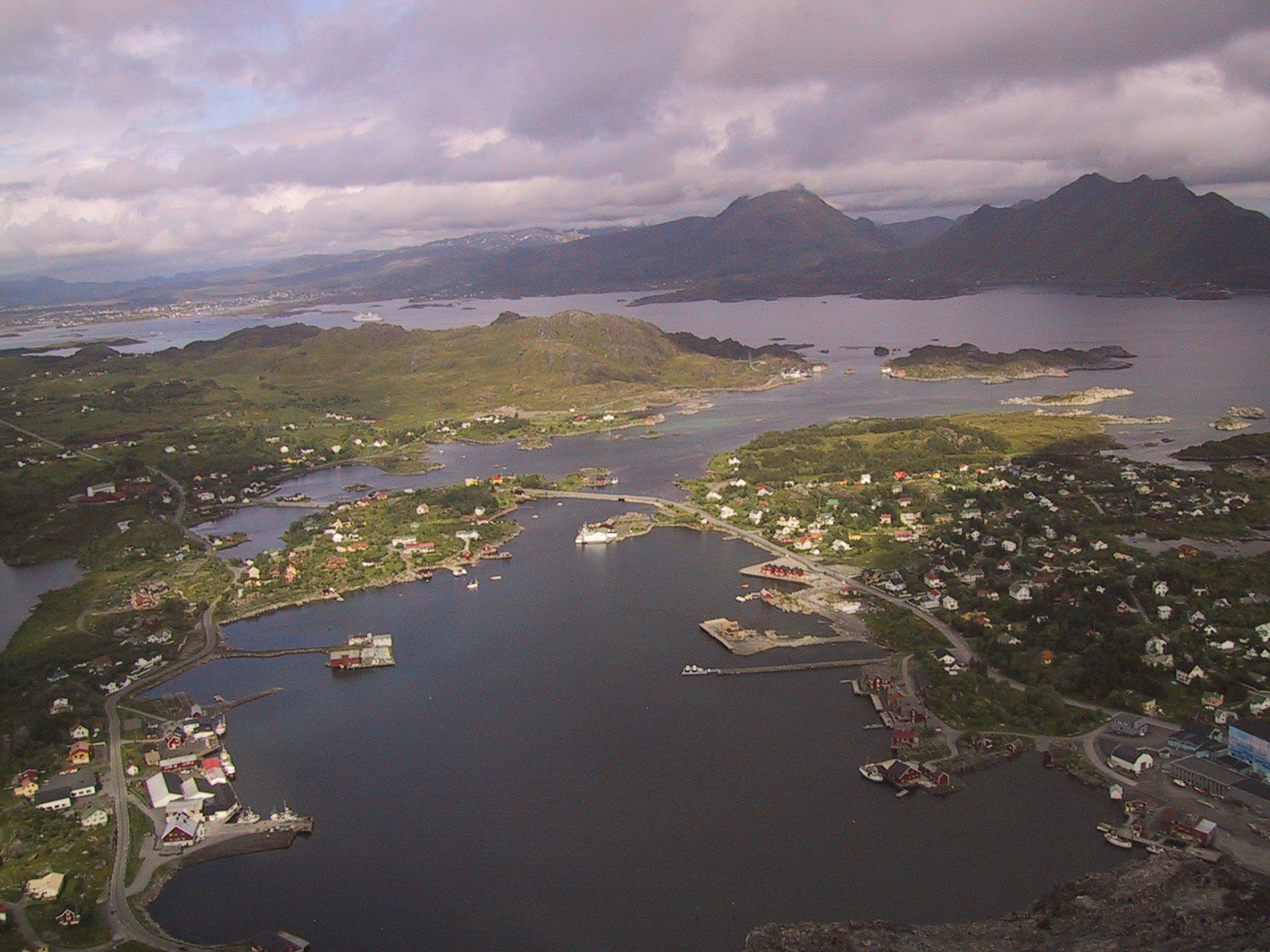
Ballstad
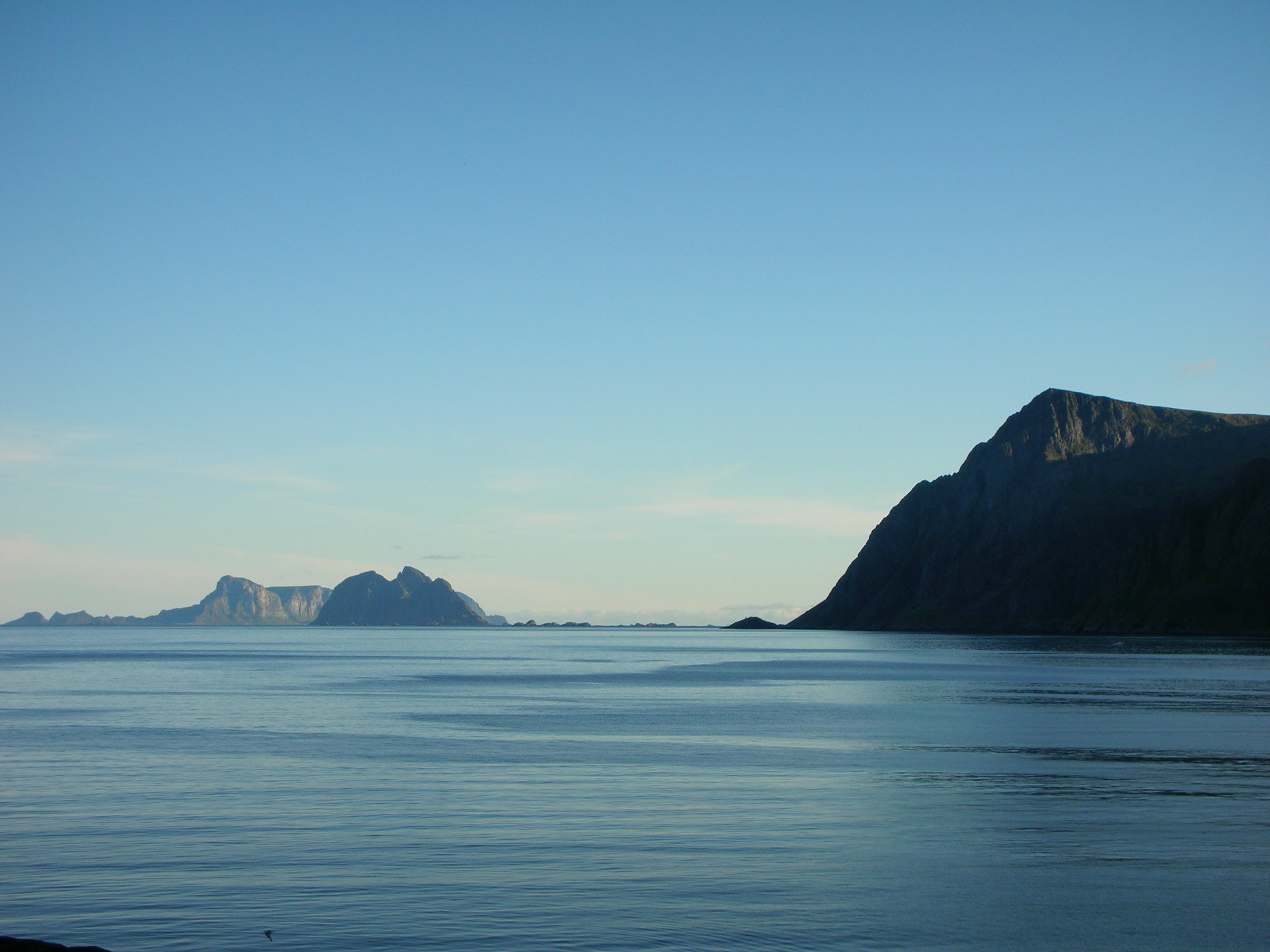
Il Moskstraumen presente nello stretto